# 吉田次兵衛
吉田 次兵衛（よしだ じへえ、生没年不詳）は戦国時代の武将。諱は不詳。柴田勝家の姉婿とも。実子柴田勝豊は勝家の養子となった。

## 概要
元は柴田勝家の草履取りであり、度々軍功を立て勝家随一の家臣となった 。
勝家は小身の時より所領の十分の一を与えることを約束し、勝家が越前75万石の際は7万5000石を与えられた。
後に丸岡城に在城し隠居した。